# Đặng Quang
Đặng Quang (sinh năm 1956) là Đại tá Công an nhân dân Việt Nam và thẩm phán người Việt Nam. Ông từng giữ chức vụ Chánh án Tòa án nhân dân tỉnh Thừa Thiên Huế (2010-2015).

## Tiểu sử
Đặng Quang sinh năm 1956.
Đặng Quang tốt nghiệp Trường Đại học Cảnh sát.
Sau khi tốt nghiệp, ông được điều động công tác ở tỉnh Tuyên Quang.
Năm 1976, Đặng Quang được luân chuyển công tác tại Công an tỉnh Thừa Thiên Huế.
Năm 2006, Đặng Quang là Trưởng Công an thành phố Huế.
Sau đó ông chuyển sang làm ở ngành tòa án, và vào năm 2010, ông giữ chức vụ Chánh án Tòa án nhân dân tỉnh Thừa Thiên Huế.

## Phong tặng
- Chiến sĩ thi đua toàn quốc 2013[5]